# Komishuvaja (Sievierodonetsk)
Komishuvaja (en ucraniano: Комишуваха, romanizado: Komyshuvaja; en ruso: Камышеваха, romanizado: Kamishevaja) es un asentamiento urbano ucraniano perteneciente al óblast de Lugansk. Situada en el este del país, formaba parte del raión de Popasna hasta 2020, aunque ahora es parte del raión de Severodonetsk y centro del municipio (hromada) de Komishuvaja.
La ciudad se encuentra ocupada por Rusia desde el 18 de junio de 2022, siendo administrada como parte de la de facto República Popular de Lugansk.

## Geografía
Komishuvaja estás 9 km al norte de Popasna y 63 kilómetros al oeste de Lugansk. El centro de la ciudad estaba originalmente sobre el río Komishuvaja, pero se trasladó cuando se construyó una estación de tren en el oeste del pueblo.

## Historia
El lugar fue mencionado por primera vez por escrito en 1853, como centro del vólost Komishuvaja del uyezd de Bajmut de la gobernación de Yekaterinoslav del Imperio ruso.
El pueblo sufrió el Holodomor (1932-1933) y el número de víctimas establecidas fue de 126 personas. Desde 1938 Komishuvaja tiene el estatus de asentamiento de tipo urbano.
En julio de 1995, el Gabinete de Ministros de Ucrania aprobó la decisión de privatizar la granja estatal ubicada aquí.
Durante el curso de la guerra del Dombás, estallaron las hostilidades en la ciudad el 12 de agosto de 2014, pero las tropas separatistas de la República Popular de Lugansk fueron expulsadas de la ciudad. Desde entonces, el lugar estuvo cerca del frente a las zonas separatistas y fue repetidamente blanco de ataques con cohetes y artillería. 
Durante la invasión rusa de Ucrania de 2022, la ciudad fue ocupada por las tropas rusas el 19 de mayo de 2022 y nuevamente desde el 30 de mayo. El 15 de junio de 2022, el líder de Chechenia, Ramzán Kadírov, afirmó que "se ha completado la última etapa de la liberación de Kamishevaja de las formaciones nacionalistas armadas".

## Estatus administrativo
Hasta el 18 de julio de 2020, Komishuvaja fue parte del raión de Popasna. El raión se abolió en julio de 2020 como parte de la reforma administrativa de Ucrania, que redujo el número de rayones del óblast de Lugansk a ocho. El área del raión de Popasna se fusionó con el raión de Sievierodonetsk.

## Demografía
La evolución de la población entre 1989 y 2019 fue la siguiente:
| 3427                                                          | 2868 | 2310 | 2235 | 2143 | 2058 |
| (Fuente: Cities & Towns of Ukraine y UKRAINE: Größere Städte) |      |      |      |      |      |

## Infraestructura

### Transporte
La carretera Bajmut-Popasna pasa por Komishuvaja.